# Pobre mi madre querida
Pobre mi madre querida es una película en blanco y negro de Argentina dirigida por Homero Manzi y Ralph Pappier sobre el guion de Manzi escrito sobre el tango homónimo de Pascual Contursi y José Betinotti que se estrenó el 28 de abril de 1948 y que tuvo como protagonistas a Hugo del Carril, Emma Gramatica, Aída Luz y Graciela Lecube.

## Sinopsis
Contrariando los principios de su madre y de su hermana, un muchacho se enamora de una mujer de vida ligera.

## Reparto
Participaron del filme los siguientes intérpretes:
- Hugo del Carril
- Emma Gramatica
- Aída Luz
- Graciela Lecube
- Horacio Priani
- María Esther Buschiazzo
- Leticia Scury
- Pablo Cumo
- José Franco
- Julián Bourges
- Julián Freire
- Rosita Melo
- Domingo Mania

## Comentarios
La crónica de El Heraldo del Cinematografista dijo:

”El problema expuesto se desarrolla por la superficie sin que se alcance vibración humana. Pese a eso, el ritmo animado del relato y la oportuna intercalación de buenas canciones le dan interés para el gran público."

Por su parte Manrupe y Portela escriben:

”Opus tanguero con madre anciana e hijo fiel, algunos buenos momentos y final melodramático acorde."